# Tavertet
Tavertet település Spanyolországban, Barcelona tartományban. Lakosainak száma 131 fő (2024).

## Földrajza
Tavertet L’Esquirol, Rupit i Pruit, Vilanova de Sau és Les Masies de Roda községekkel határos.

## Népesség
A település lakosságának változását az alábbi diagram mutatja:
| Lakosok száma | 183  | 419  | 420  | 284  | 114  | 149  | 158  | 125  | 111  | 131  |
|               | 1717 | 1887 | 1936 | 1960 | 1986 | 2004 | 2009 | 2014 | 2019 | 2024 |